# Балаклійський районний краєзнавчий музей
КЗ Балаклійський краєзнавчий музей Балаклійської міської ради Харківської області — краєзнавчий музей у місті Балаклія, Ізюмського району, Харківської області, Україна, культурно-освітній заклад міста та Балаклійської міської територіальної громади. Розташований у старій садибі за адресою вулиця Соборна, буд. 97.

## З історії музею
Початок музейної колекції покладено в 1962 році, коли в районному будинку культури відкрилася кімната-музей, присвячена життєвому і творчому шляху відомої оперної співачки 30-40-х років XX ст., Народної артистки УРСР, О. А. Петрусенко, чиє ім'я пов'язане з містом Балаклія.
Згодом, у 1979 році був створений музей на громадських засадах, якому в 1984 році було присвоєне звання «Народний». Через дев'ять років, у 1988 році, Балаклійському музею згідно з рішенням Ради Міністрів УРСР та за наказом Харківського облуправління культури був наданий статус державного причому як відділу Харківського історичного музеюЗ червня 2004 року Балаклійський краєзнавчий музей діяв як підрозділ відділу культури і туризму Балаклійської РДА і згідно з рішенням XV сесії Балаклійської райради XXIV скликання від 1.06.04. він був взятий на повне утримання відділу культури і туризму Балаклійської РДА.
18 листопада 2009 року на LII сесії V скликання Балаклійської районної ради було прийняте рішення про створення Балаклійського районного краєзнавчого музею.
V сесія VІІІ скликання Балаклійської міської ради (21.01.2021 р.) ухвалила рішення змінити назву закладу на КЗ Балаклійський краєзнавчий музей Балаклійської міської ради Харківської області.

## Будівля музею
КЗ Балаклійський краєзнавчий музей Балаклійської міської ради Харківської області розміщується в найстарішій будівлі Балаклії, пам'ятці архітектури початку XIX ст. У 1817—1818 рр. ця будівля зведена для полковника Ново-Серпухівського полку Степанова у стилістиці класицизму. В роки Першої світової війни (1914—1918 рр.) в будинку розташовувався Солдатський комітет, потім в ньому розміщувались: Перша українська школа (з 1922 р. до поч. 1960-х р.), Будинок піонерів (1965—1989 рр.), з 1989 року— Балаклійський краєзнавчий музей.
На північно-західному фасаді будинку закріплена меморіальна дошка, присвячена О. А. Петрусенко.
Стара і сумна, а може, й романтична легенда пов'язана з цим будинком. Вона розповідає про те, що у полковника Ново-Сепухівського полку Степанова була красуня донька. Вона, закохавшись у бідного солдата, вирішила пов'язати з ним своє життя. Але батько був проти і прийняв жорстоке рішення— навіки розлучити закоханих. Він замурував доньку у стінах будинку. З того часу, коли наступає ніч, у будинку, нібито, звучить чарівна мелодія і лунає сумний дівочий спів…

## Фонди, експозиція, діяльність

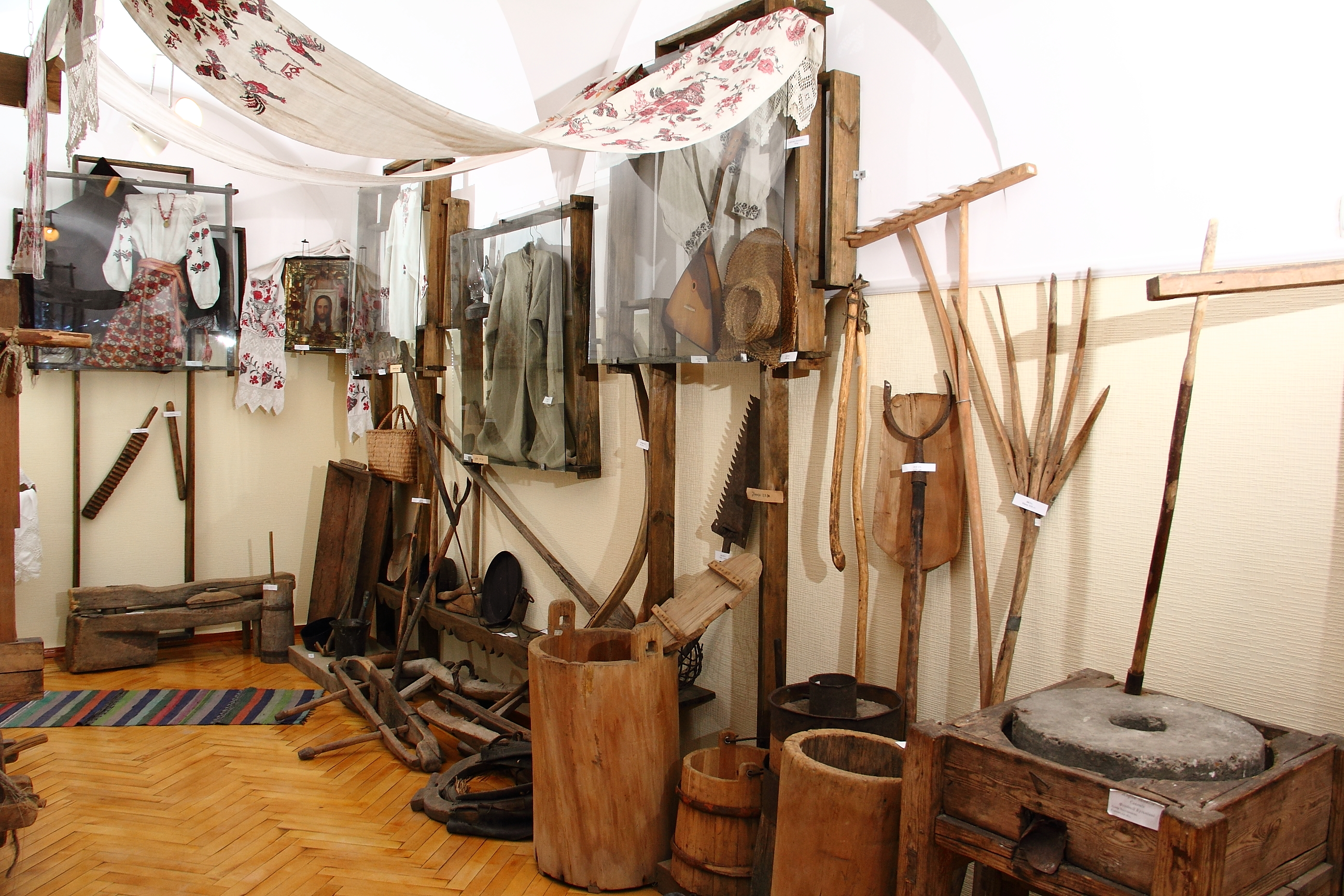
«Етнографія рідного краю»

Фонди КЗ Балаклійський краєзнавчий музей Балаклійської міської ради Харківської області. налічують більше 13 тис. музейних предметів основного та науково-допоміжного фонду.
В музеї працює три експозиції: «Етнографія рідного краю», «О. Петрусенко— видатна українська співачка», «Стала слава козацькая славою Вкраїни» та постійно діючі міні-виставки «Історія однієї розкопки» (археологічні знахідки салтівської культури з могильника біля с. Нова Гусарівка Ізюмського району), «У калейдоскопі часу» (предмети побуту 50-х років XX ст.)

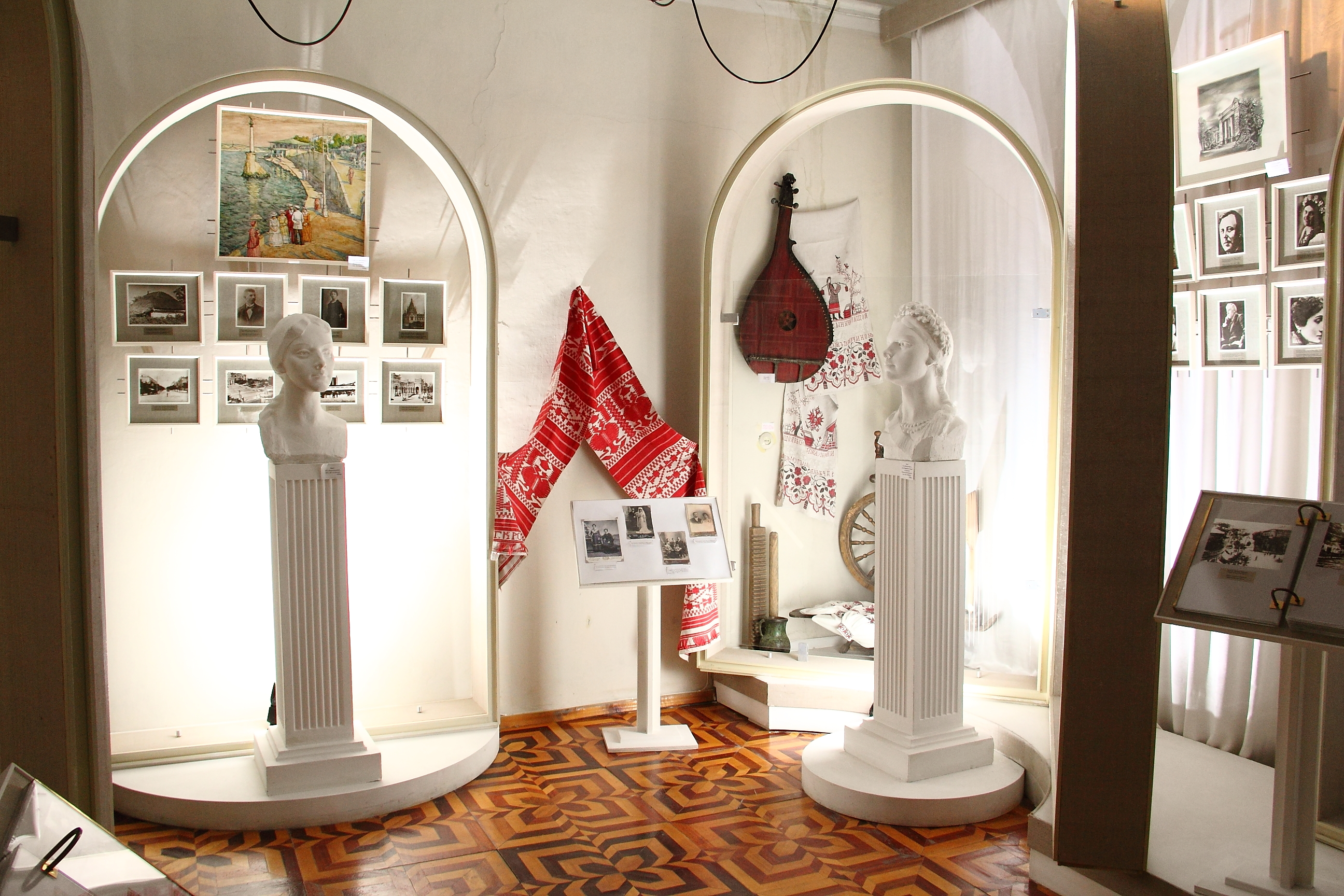
«О. Петрусенко — видатна українська співачка»

Експозиція «Етнографія рідного краю» відкрита у 1993 році і розміщена в двох кімнатах. В першій з них представлені макети карт про заснування Балаклії і заселення краю, предмети козацької доби. Крім того, ця частина експозиції дає уявлення про жителів слободи Балаклія сер. XVII— поч. XX ст., їхній побут, одяг, промисли, звичаї, вірування, обряди. Друга частина експозиції розповідає про бурхливий початок XX ст., зародження медицини і освіти на Балаклійщині, знайомить з предметами побуту заможних балаклійців. В експозиції «Етнографія рідного краю» також представлені матеріали про відомого українського письменника і громадського діяча Г. П. Данилевського та його твори.

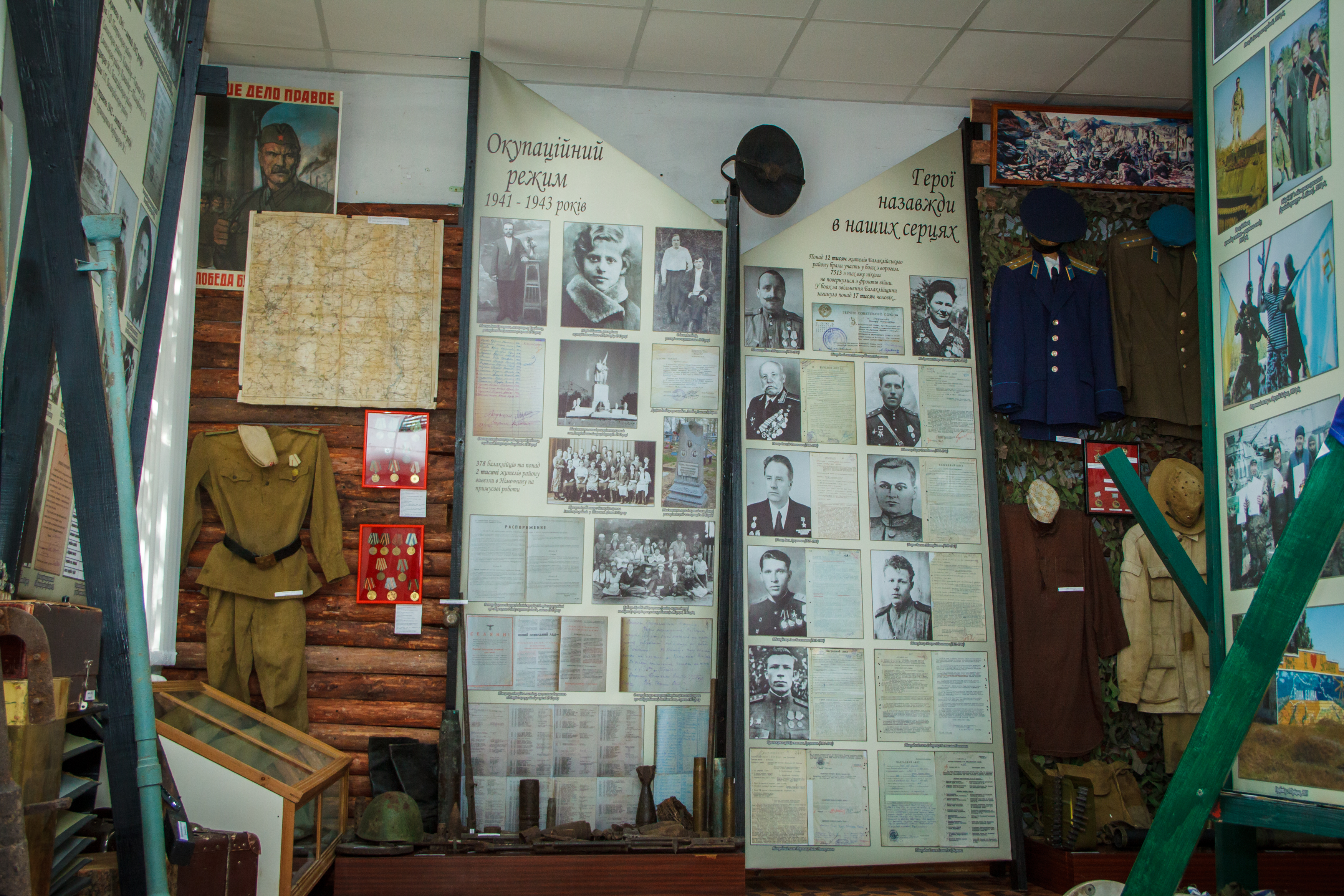
«Стала слава козацькая славою Вкраїни»

Експозиція «О. Петрусенко— видатна українська співачка»– одна з перших експозицій музею, яка була відкрита у 1991 р. Вона присвячена життю і творчості відомої оперної співачки 30-40-х років XX ст., яка свєю батьківщиною вважала м. Балаклія. В музеї експонуються рояль, портрети співачки, її скульптурні зображення, особисті речі, безліч фотографій. Великий інтерес викликають афіші про спектаклі та концерти з участю Народної артистки УРСР, кавалера ордена «Знак Пошани» О. А. Петрусенко, її сценічні костюми. Крім того, ряд матеріалів розповідає про проведення в м. Балаклії пісенних конкурсів присвячених, пам'яті видатної співачки.
Експозиція «Стала слава козацькая славою Вкраїни» була відкрита у 2018 році напередодні святкування Покрови Пресвятої Богородиці, дня українського козацтва, дня Захисника України. Експозиція висвітлює військові події які відбувалися на території Балаклійського району починаючи з другої половини XVII ст. і до сучасності.
Щорічно у виставковій залі музею та за його межами працівники музею відкривають 20-25 виставок, на яких експонуються предмети з фондів музею, роботи місцевих фотомайстрів, художників, майстрів декоративно-прикладного мистецтва, роботи учнів художнього відділення Балаклійської дитячої музичної школи, поробки гуртківців Балаклійського центру дитячої та юнацької творчості. В рамках співробітництва з музеями Харківської області КЗ Балаклійський краєзнавчий музей експонує виставки різних музеїв, а також пересувні виставки Українського національного інституту пам'яті.
Вечори-пам'яті, інтерактивні, оглядові, тематичні екскурсії, квести, майстер-класи з виготовлення предметів декоративно-ужиткового мистецтва, патріотичні змагання, конкурси мініпроектів, круглі столи, громадські інтерактиви, конкурси-ярмарки творчих проектів, конкурси малюнків до різних свят  – далеко не повний перелік просвітницьких заходів, які проводяться в музеї.

## Директори музею
- Дикань Анатолій Олександрович — директор з 1988 р. по 1991 р.
- Огороднікова Алла Михайлівна — з 1991—1994 рр.,
- Пересічанська Валентина Іванівна — з серпня 1994 р. по грудень 2003 р.
- Скляр Олександра Богданівна — з грудня 2003 р. по жовтень 2007 р.
- Одерій Тетяна Миколаївна — з жовтня 2007 р. по вересень 2016 р.
- Карташова Калерія Іванівна — з 30 листопада 2016 р. по жовтень 2016 р.
- Кулініч Тетяна Борисівна — з грудня 2017 р. по грудень 2022 р.
- Кузнєцова Олена Олександрівна (т.в.о. директора) — з жовтня 2022 р.